# シュレースヴィヒ (都市)
シュレースヴィヒ（独: Schleswig; デンマーク語: Slesvig; 南部ユトランド方言: Sljasvig, 古英語: Sleswick; 低地ドイツ語:Sleswig）は、ドイツのシュレースヴィヒ＝ホルシュタイン州北東に位置する都市。シュレースヴィヒ＝フレンスブルク郡の郡庁所在地。人口は約27,000人、主要産業は革と食品加工。都市の名前はバルト海の端にある入り江シュライと、昔のヴァイキング言語及び現代のデンマーク語で 湾を意味する"vik" もしくは "vig"に由来する。シュレースヴィヒは「シュライの湾」という意味である。

## 地理
この都市はシュライFördeの西の終わりに位置し、アンゲルンとシュヴァンゼンの2つの半島に分かれている。Geestの国に続くシュレースヴィヒ=ホルシュタイン高地地方の西端にある。市街地は海抜0m～20mに位置する。市内にはブラウト湖がある。
近隣の主要都市はフレンスブルク、フースム、キール。アウトバーン 7が都市のすぐ西側を走っている。連邦道路 76と連邦道路 77はシュレースヴィヒが終点、連邦道路 201が街の北を走っている。シュレースヴィヒ駅はノイミュンスター-フレンスブルク線とフースム-キール線のインターシティとICEが停車する。

### 気候
気候は湿度が高く海洋性気候である。年平均気温は8℃で、年平均降水量は925ｍｍとなる。
| シュレースヴィヒの気候    | シュレースヴィヒの気候 | シュレースヴィヒの気候 | シュレースヴィヒの気候 | シュレースヴィヒの気候 | シュレースヴィヒの気候 | シュレースヴィヒの気候 | シュレースヴィヒの気候 | シュレースヴィヒの気候 | シュレースヴィヒの気候 | シュレースヴィヒの気候 | シュレースヴィヒの気候 | シュレースヴィヒの気候 | シュレースヴィヒの気候 |
| 月                        | 1月                    | 2月                    | 3月                    | 4月                    | 5月                    | 6月                    | 7月                    | 8月                    | 9月                    | 10月                   | 11月                   | 12月                   | 年                     |
| ------------------------- | ---------------------- | ---------------------- | ---------------------- | ---------------------- | ---------------------- | ---------------------- | ---------------------- | ---------------------- | ---------------------- | ---------------------- | ---------------------- | ---------------------- | ---------------------- |
| 平均最高気温 °C （°F）    | 2 (36)                 | 3 (37)                 | 6 (43)                 | 10 (50)                | 16 (61)                | 19 (66)                | 20 (68)                | 20 (68)                | 17 (63)                | 13 (55)                | 7 (45)                 | 4 (39)                 | 11.4 (52.6)            |
| 日平均気温 °C （°F）      | 0 (32)                 | 1 (34)                 | 3 (37)                 | 6 (43)                 | 11 (52)                | 15 (59)                | 16 (61)                | 16 (61)                | 13 (55)                | 9 (48)                 | 5 (41)                 | 2 (36)                 | 8.1 (46.6)             |
| 平均最低気温 °C （°F）    | −1 (30)                | −1 (30)                | 0 (32)                 | 3 (37)                 | 7 (45)                 | 10 (50)                | 12 (54)                | 12 (54)                | 10 (50)                | 7 (45)                 | 3 (37)                 | 0 (32)                 | 5.2 (41.3)             |
| 降水量 mm （inch）        | 79 (3.11)              | 50 (1.97)              | 61 (2.4)               | 55 (2.17)              | 61 (2.4)               | 71 (2.8)               | 92 (3.62)              | 87 (3.43)              | 86 (3.39)              | 90 (3.54)              | 105 (4.13)             | 88 (3.46)              | 925 (36.42)            |
| 平均降水日数              | 13                     | 10                     | 12                     | 10                     | 9                      | 10                     | 12                     | 11                     | 11                     | 12                     | 15                     | 13                     | 138                    |
| 平均月間日照時間          | 42                     | 67                     | 103                    | 168                    | 226                    | 231                    | 213                    | 215                    | 145                    | 98                     | 51                     | 40                     | 1,599                  |
| 出典：The Weather Network |                        |                        |                        |                        |                        |                        |                        |                        |                        |                        |                        |                        |                        |

## 歴史

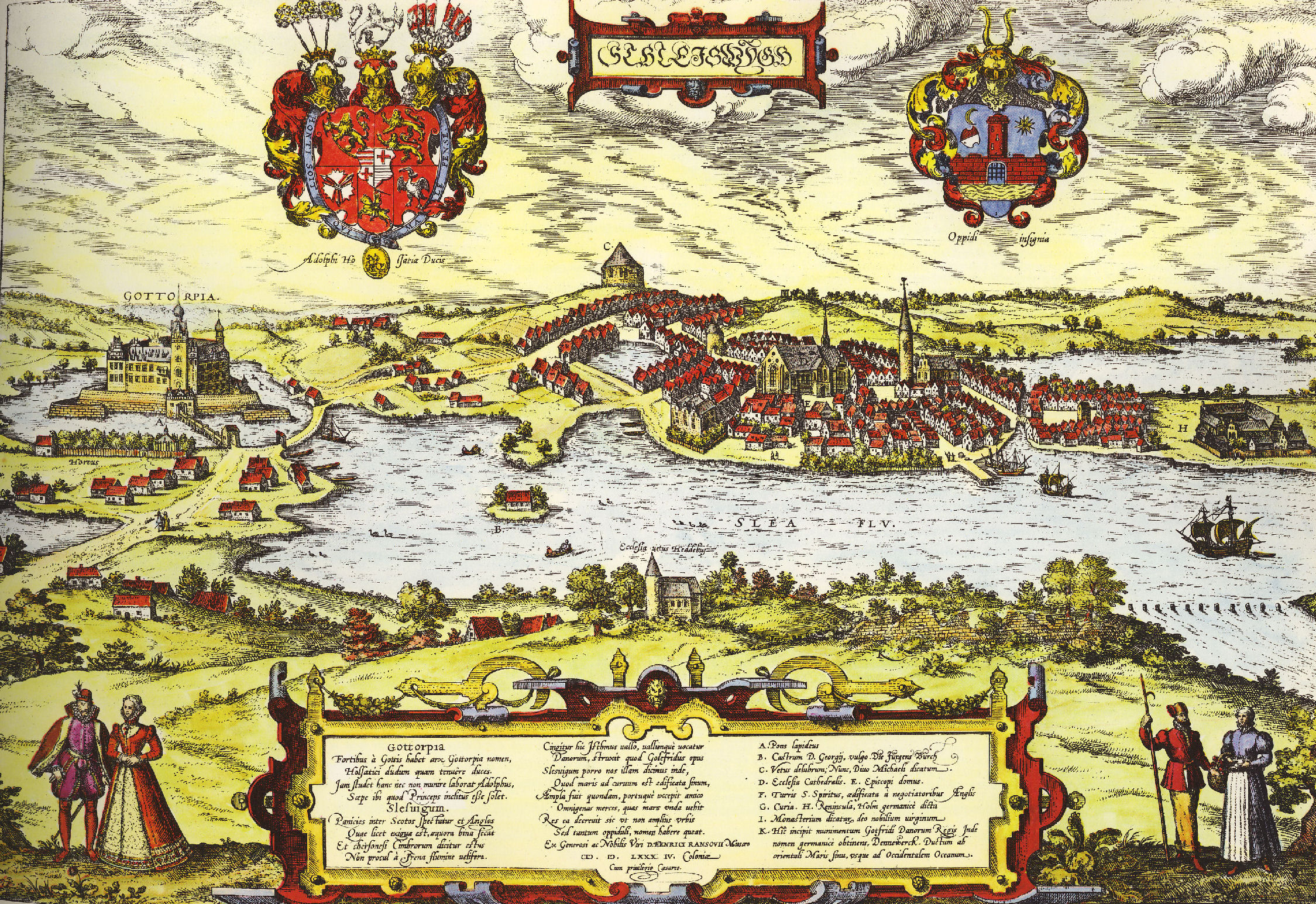
1600年 シュレースヴィヒ

ヘーゼビューのヴァイキングは804年に初めて現在の街の南方に移住したと言われている。バルト海地域の中でも勢力が強く200年以上もこの地域を支配していた。種々の破壊ののち、1050年に人々はシュライの対岸に街を移し、シュレースヴィヒの街となった。1066年になるとヘーゼビューもついに破壊され、シュレースヴィヒはデンマーク王国の一部として残ることになった。
1544年にゴットルプ城が地方領主の邸宅となった。ゴットルプの公爵はデンマーク王の家臣で、現在のシュレースヴィヒ＝ホルシュタインよりも広い土地を支配していた。1721年に、大北方戦争が終わるとゴットルプの公爵は力を失い、土地はデンマーク王の王料地となった。第二次シュレースヴィヒ＝ホルシュタイン戦争（1864年）の後、シュレースヴィヒはプロイセン王国に併合された。

## 名所

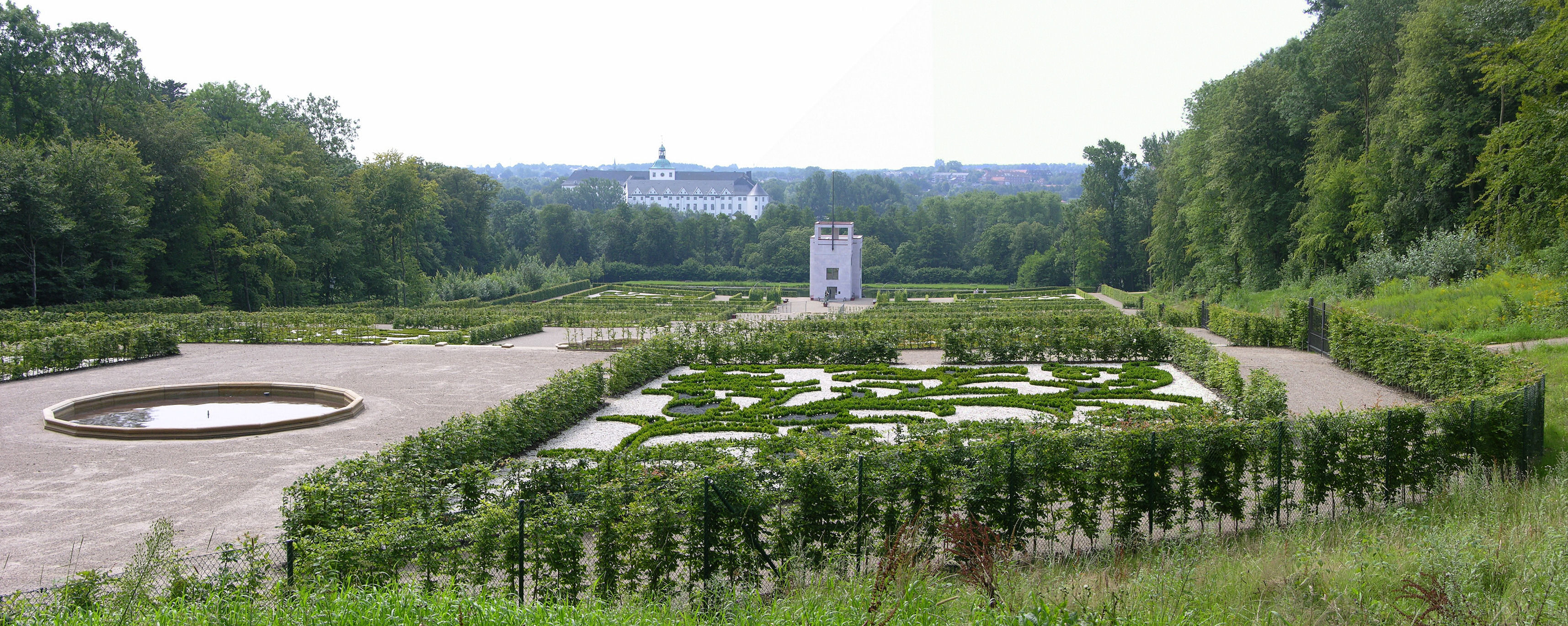
ノイヴェルク庭園（Neuwerk-Garten）と地球儀の家（Globushaus）、後方にゴットルプ城

- シュレースヴィヒ聖堂（英語版）（1134年） -  フレゼリク1世の墓がある。
- ゴットルプ城（英語版）（1161年に建築） - 公爵の旧邸宅。バロック風のノイヴェルク庭園（Neuwerk-Garten）に、ゴットルプの地球儀（英語版）のレプリカがある。
- ホルム - シュライ海岸の古い漁村
- ヘーゼビュー - ヴァイキング居住地

## 著名な出身者
- テオドール・モムゼン（1817年 - 1903年） 歴史家
- ウルリヒ・フォン・ブロックドルフ＝ランツァウ（1869年 - 1928年） 政治家
- ヤン＝イングヴァー・カールセン＝ブラッカー（1984年 - ） サッカー選手
- アスムス・ヤコブ・カシュテンス（英語版）（1754年 - 1798年） 画家
- ヨープスト・ヒルシュト（英語版）（1948年 - ） 陸上競技選手
- ヘルマン＝ベルンハルト・ラムケ（1889年 - 1968年） 軍人
- クリスチャン・レドル（1948年 - ） 俳優
- ハンス・フォン・ゼークト（1866年 - 1936年） 軍人